# KLIA Ekspres

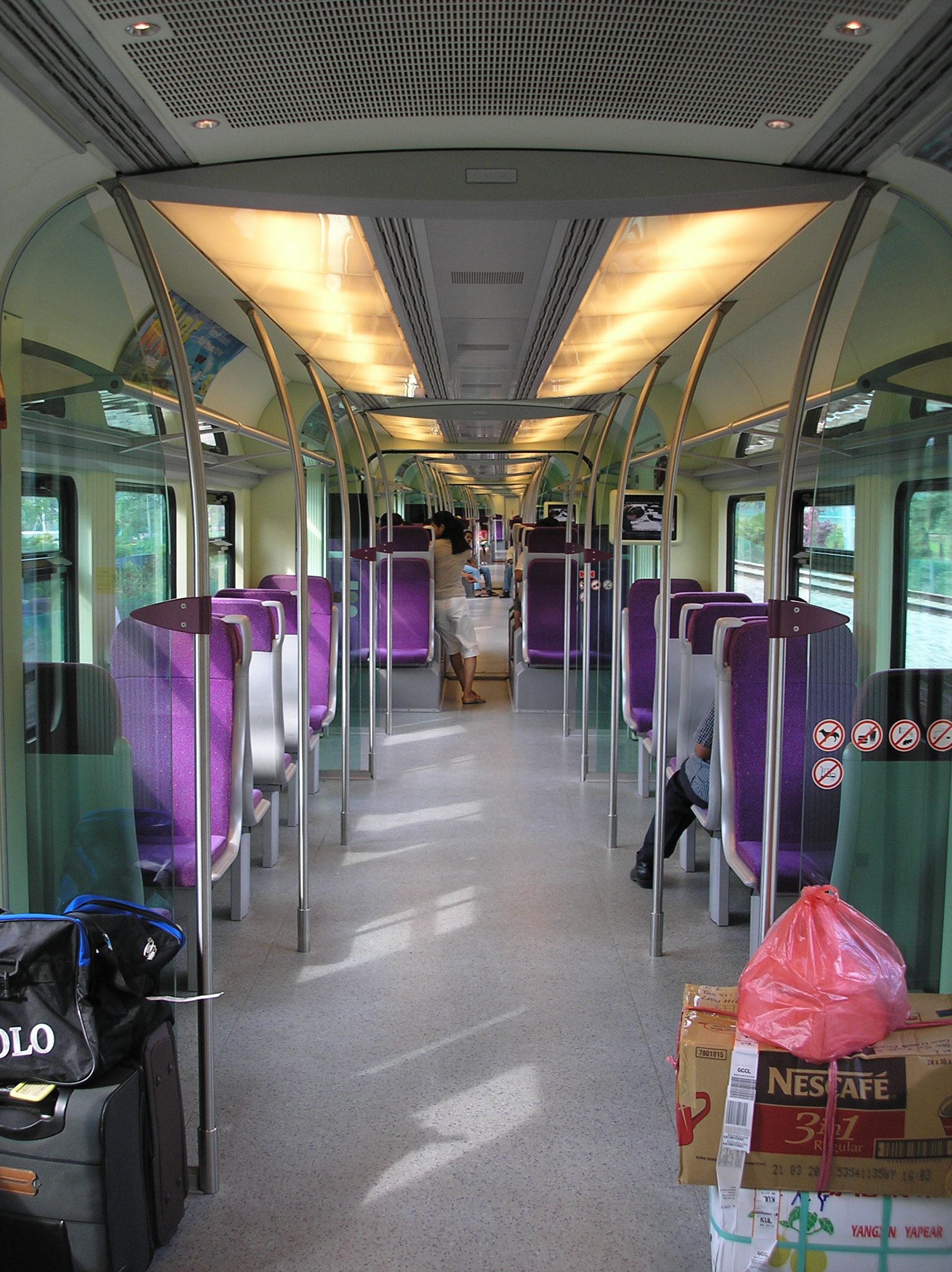
Intérieur d'une rame.

Le KLIA Ekspres (ligne 6) est une ligne de train qui dessert l'aéroport international de Kuala Lumpur en Malaisie en effectuant un trajet direct sans arrêt intermédiaire entre la principale gare de la capitale et les terminaux de l'aéroport. La ligne longue de 57 kilomètres a été inaugurée en 2002. Elle transporte quotidiennement environ 10 000 passagers. Elle est également empruntée par des trains de banlieue qui marquent trois arrêts intermédiaires.

## Historique
La construction et l'exploitation pour 30 ans d'une ligne destinée à desservir le nouvel aéroport international de Kuala Lumpur, située à une cinquantaine de kilomètres au sud de la capitale de la Malaisie, est concédée par le gouvernement malais en 1997 à la société Express Rail Link (ERL). Cette société est constituée par YTL Corporation, Lembaga Tabung Haji, SIPP Rail et Trisilco Equity qui détiennent respectivement 45 %, 36 %, 10 % et 9 %  des actions. La ligne est mise en service le 14 avril 2002.

## Réseau
La ligne est à écartement normal contrairement au reste du réseau ferré malais à voie métrique. Elle est électrifiée en 25 kV par caténaire. La ligne a été entièrement construite pour assurer cette nouvelle desserte. Dans la capitale son terminus se situe dans la gare de Kuala Lumpur Sentral, principale gare de Kuala Lumpur, dans laquelle une correspondance est assurée avec l'ensemble des autres systèmes de transport lourds de l'agglomération. A l'autre extrémité de la ligne, le train marque deux arrêts : le premier au terminal principal de l'aéroport international de Kuala Lumpur (KLIA), le second au terminal KLIA2 dédié aux vols charters.  

## Matériel roulant
Les rames utilisant la ligne sont des automotrices électriques Siemens Desiro ET 425 M longues de 69 mètres et d'une masse de 120 tonnes. Les 12 rames du parc comportent 4 voitures dont deux motorisées. La vitesse maximale est de 200 km/h mais la vitesse pratiquée ne dépasse pas 160 km/h.. La maintenance des rames est assurées par  ERL Maintenance Support une filiale détenue à parts égales par Siemens et ERL. Six rames supplémentaires, aux caractéristiques proches des Desiro et achetées en 2014 auprès du constructeur chinois CRRC, sont venues renforcées l'offre en 2017.

## Exploitation
Deux services distincts sont fournis par la ligne. Le service KLIA Ekspres dessert l'aéroport sans arrêt intermédiaire. La fréquence est de 4 trains par heure durant les heures de pointe et trois trains par heure le reste du temps. Le trajet entre le centre de la capitale et le terminal principal de l'aéroport prend 28 minutes. Il faut 3 minutes de plus pour atteindre le terminal charter. Le deuxième service, baptisé KLIA Transit comporte les mêmes terminaux mais effectue 3 arrêts intermédiaires (Bandar Tasik Selatan, Putrajaya/Cyberjaya, Salak Tinggi). Le temps de parcours est de 36 à 39 minutes et la fréquence de 2 à 3 trains par heure.  En 2014 la fréquentation quotidienne de la ligne était de 14 000 passagers par jour,.